# 페터 슬로터다이크
페터 슬로터다이크 (Peter Sloterdijk) (독일어: [ˈsloːtɐˌdaɪk] , 1947년 6월 26일 ~ )는 독일의 철학자이자 문화 연구자이다. 그는 카를스루에 조형대학교의 철학과 미디어 이론 교수이다.